# 金边踩踏事故
金边踩踏事故发生在2010年11月22日的柬埔寨首都金边附近的钻石岛钻石桥，人们在钻石岛庆祝完一年一度的送水节之后，期间怀疑由于连接金边市区和钻石岛的狭窄桥梁出现晃动引发群众恐慌，导致至少347人死亡（其中126人为男性，221人为女性），另有至少395人受伤。
柬埔寨首相洪森23日宣布25日为全国哀悼日。。